# Jorge Leitão Ramos
Jorge Henrique Leitão Ramos (* 1952 in Odivelas) ist ein portugiesischer Filmkritiker und -historiker.

## Werdegang
Leitão Ramos schloss 1975 ein Studium der Elektrotechnik am Instituto Superior Técnico ab und unterrichtet Elektrotechnik an der Escola Secundária Marquês de Pombal in Lissabon. Seine Tätigkeit als Filmkritiker begann er 1975 bei der Wochenzeitschrift Expresso. Er setzte seine Kritiken beim Jornal Novo (1975 bis 1976) und beim Diário de Lisboa (1976 bis 1988) fort. Seit 1988 ist er fester Mitarbeiter des Expresso. Zudem war er für den Hörfunk und das Fernsehprogramm der RTP tätig. Von 1980 an schrieb er auch Fernsehkritiken.
Er ist Autor des dreibändigen Lexikons zum portugiesischen Film und betreibt die Filmdatenbank MEMORIALE - Cinema Português, die sich von existierenden Datenbanken des Portugiesischen Films abhebt durch den Umfang der zu jedem Film gespeicherten Daten und der Quellenangaben (meist die offiziellen Titelsequenzen, aber auch einzeln angegebene und teils direkt dort abrufbare Belege).
Daneben ist er Präsident des Finanzrates der Sociedade Portuguesa de Autores, der portugiesischen Rechteverwertungsgesellschaft.

## Schriften (Auswahl)
- Sergei Eisenstein. Livros Horizonte, Lissabon 1981, ISBN 972-24-0511-X
- Dicionário do Cinema Português. 1962-1988. Editorial Caminho, Lissabon 1989, ISBN 972-21-0446-2
- Dicionário do Cinema Português. 1989-2003. Editorial Caminho, Lissabon 2005, ISBN 972-21-1763-7
- Dicionário do Cinema Português. 1895-1961. Editorial Caminho, Lissabon 2012. ISBN 978-972-21-2602-1
- Fernando Lopes - Um Rapaz de Lisboa. Imprensa Nacional-Casa da Moeda, Lissabon 2012, ISBN 978-972-27-2076-2
- José Fonseca e Costa - Um Africano Sedutor. Editora Guerra & Paz, Lissabon 2016, ISBN 978-989-702-223-4